# Wilm Hosenfeld
Wilhelm (Wilm) Hosenfeld (Mackenzell (Hünfeld), 2 mei 1895 – omgeving Stalingrad, 13 augustus 1952) was een Duits legerofficier die tegen het einde van de Tweede Wereldoorlog de rang van kapitein (Hauptmann) had bereikt. Hij hielp en verborg verschillende Polen (waaronder Joden) in het door de nazi's bezette Polen. Het meest bekend is hij geworden doordat hij de Pools-Joodse pianist/componist Władysław Szpilman, die zich verborgen hield in de ruïnes van Warschau gedurende de laatste maanden van 1944, hielp te overleven.

## Voor 1939
Wilm Hosenfeld was de zoon van een leraar. Zijn familie was conservatief, katholiek en nationalistisch. Net als zijn vader werd Wilm Hosenfeld leraar. Tijdens zijn opleiding werd hij actief in de Duitse jeugdbeweging Wandervogel. Hij studeerde in 1913 af. In 1914 meldde hij zich als oorlogsvrijwilliger bij het Duitse keizerlijke leger. Tijdens de Eerste Wereldoorlog raakte hij twee keer verwond. Zijn laatste verwonding was zo ernstig dat hij na 1917 niet meer terugkeerde naar het front. Na de Duitse nederlaag in 1918 werkte Hosenfeld ongeveer 20 jaar als leraar. In 1933 werd hij lid van de SA en in 1935 van de NSDAP.

## Tweede Wereldoorlog
In 1939 werd Wilm Hosenfeld opgeroepen voor dienst in de Wehrmacht. Zijn rang was Feldwebel en hij vervulde administratieve functies. Van september 1939 tot januari 1945 was hij gestationeerd in Polen. Uiteindelijk kwam hij in 1941 terecht als sportofficier in Warschau met de rang van Oberleutnant. Hij had de leiding over de sportcomplexen en sportopleidingen van Duitse troepen in de Poolse hoofdstad.

## Mensenredder
Behalve Władysław Szpilman hielp hij tijdens de bezetting van Polen meerdere andere Joden en niet-Joden. Hosenfeld raakte in Warschau bevriend met de Poolse familie Polonius. Hij zorgde ervoor dat Stanislaw Polonius vrijgelaten werd uit krijgsgevangenschap. In zijn sportcomplexen liet hij twee Joden, waaronder Leon Warm, onder valse identiteit werken. Ook een Poolse priester, de broer van Stanislaw Polonius, en diens zwager hielp hij uit handen van de nazi’s blijven.

## Na 1945
In 1945 werd Wilm Hosenfeld krijgsgevangen genomen door het Rode Leger. Hij belandde in Sovjet-krijgsgevangenschap. Zijn bewering dat hij Joden en Polen had gered werd niet geloofd en hij werd veroordeeld als oorlogsmisdadiger. Hij kwam terecht in een kamp bij Stalingrad, waar hij ernstige gezondheidsproblemen kreeg. Op 13 augustus 1952 overleed hij. In 1998 vond een dochter van Hosenfeld meer dan 600 brieven van haar vader aan haar moeder en andere documenten, waaronder zijn dagboeken. In zijn teksten spreekt hij veelvuldig openlijk zijn afkeuring uit over het naziregime. In 2004 werd in Duitsland een selectie van dit materiaal gepubliceerd in het boek “Ich versuche jeden zu retten. Das leben eines deutschen Offiziers in Briefen und Tagebüchern”.
Eerder, in 2002, werd het verhaal van Wilm Hosenfeld vastgelegd in de speelfilm The Pianist, een film van Roman Polański over hoe de pianist Władysław Szpilman de Holocaust als onderduiker in Warschau overleefde. Duits acteur Thomas Kretschmann vertolkte de rol van Hosenfeld in de film.

## Militaire loopbaan
- Feldwebel: 1939[1]
- Leutnant: 1940[1]
- Oberleutnant: 1941[1]
- Hauptmann: 1943[1]

## Decoraties
Op 16 februari 2009 werd Wilm Hosenfeld door het Israëlische Holocaustinstituut Yad Vashem postuum geëerd als Rechtvaardige onder de Volkeren vanwege het redden van Szpilman en Leon Warm. Op 19 juni 2009 werd de onderscheiding in ontvangst genomen door zijn zoon Detlev Hosenfeld.
- Eisernes Kreuz II. Klasse 1939
- Verwundetenabzeichen (1939) in Zwart
- Komtur des Orden Polonia Restituta in oktober 2007
- Das Ehrenkreuz des Weltkriegs 1914/1918
- SA-Sportabzeichen